# Mythologie écossaise
 (février 2010).
Améliorez-le ou discutez des points à vérifier. 
La mythologie écossaise est l'ensemble des mythes et légendes populaires en Écosse. Certains, organisés en cycles, comme le cycle d'Ulster et le fenian, sont partagés avec la mythologie celtique irlandaise ; certains aspects, particuliers à l'Écosse, ne figurent pas dans les versions irlandaises connues. Les légendes écossaises sont riches en créatures fantastiques, particulièrement dans les Hébrides, ainsi qu'en manifestations surnaturelles telles qu'apparitions de fantômes, présages et don de seconde vue.

## Mythologie nationale
Les origines légendaires des Scots, celtes venus d'Irlande, ont été créées durant la période historique.
La plus ancienne origine légendaire du peuple écossais est rapportée dans la Vie de saint Cathróe de Metz (v. 900-971). Elle relate que des migrants grecs d'Asie Mineure auraient débarqué près de la « montagne d'Irlande » Cruachan Feli, probablement le Croagh Patrick, dans le comté de Mayo (Cruachan Éli en irlandais). Alors qu'ils erraient à travers l'Irlande, de Clonmacnoise, Armagh et Kildare à Cork puis, finalement, à Bangor, ils étaient en guerre perpétuelle avec les Pictanei. Après quelque temps, ils traversèrent la mer d'Irlande pour envahir l'île de Grande-Bretagne, et conquirent l'île d'Iona, ainsi que les villes de « Rigmhonath » et « Bellathor ». Le territoire ainsi conquis fut nommé « Scotia », d'après Scota, l'épouse égyptienne du général lacédémonien Nél, ou Niul, et ce peuple fut converti au catholicisme par Patrick d'Irlande.
Lorsque, historiquement, les Pictes furent assimilés aux arrivants celtes gaélophones et que les grands traits de leur culture et de leur histoire eurent disparu de la mémoire générale, des éléments légendaires comblèrent les manques historiques. Leur « disparition soudaine » fut expliquée par un massacre lors d'un banquet donné par le roi Kenneth MacAlpin, et ils se virent attribuer des pouvoirs surnaturels partagés avec les fées et les elfes, comme la préparation d'une boisson fermentée, à la recette secrète, principalement à base de bruyère, ou l'existence de palais souterrains.

## Cycle d'Ulster

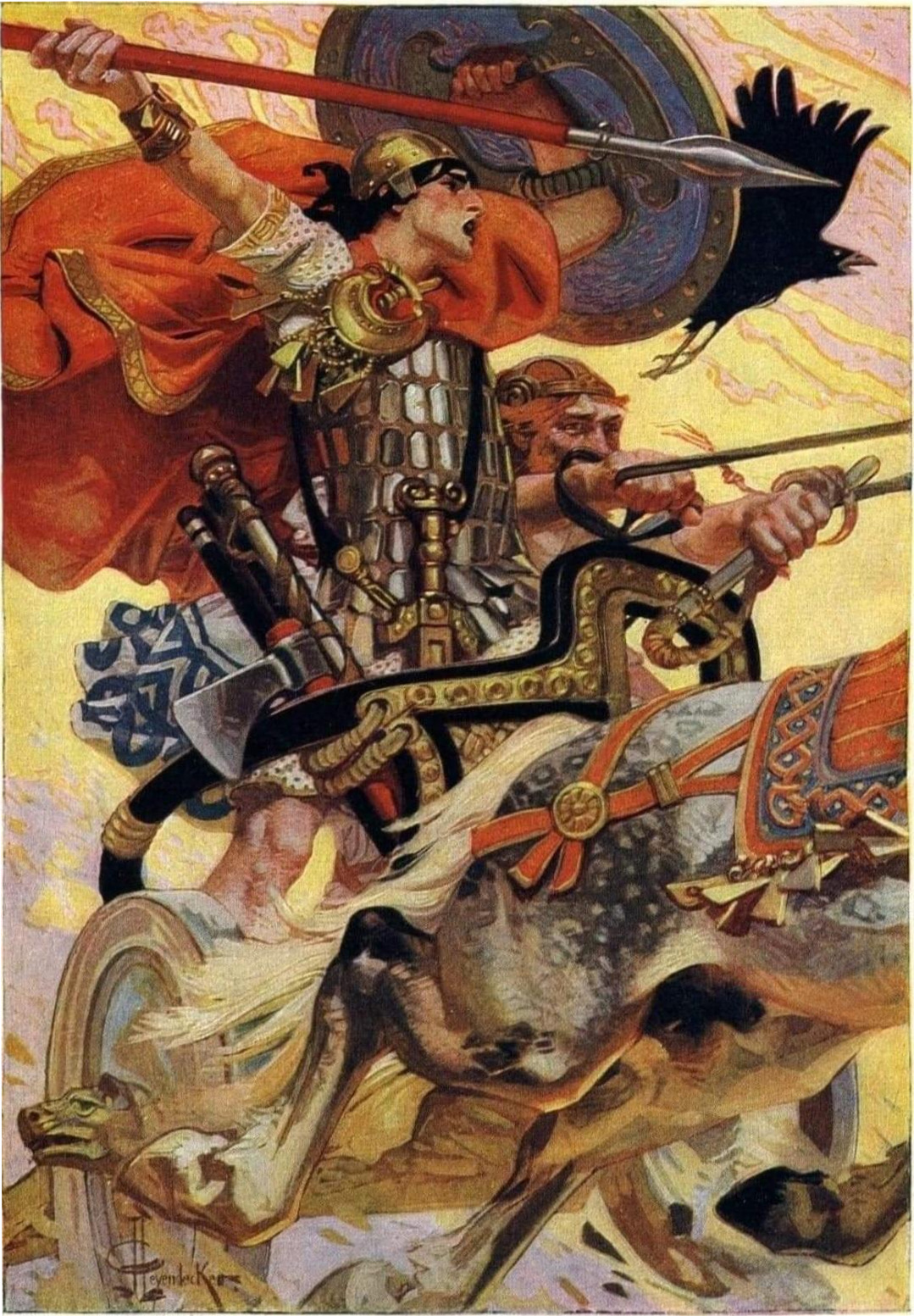
Le héros Cúchulainn à la bataille

En raison des liens linguistiques et historiques étroits unissant l'Ulster et l'ouest de l'Écosse, les échanges culturels ont été nombreux. Le cycle d'Ulster en est un bon exemple.
Les récits de ce cycle, rédigé principalement en prose, se situent sous le règne du roi Conchobar Mac Nessa, fils du druide Cathbad et de la reine Ness, qui aurait vécu au temps du Christ (30 av. J.-C. à 35 apr. J.-C.). Sa capitale est Emain Macha. C’est lors de la guerre qu’il livre à la reine Medb et au roi Ailill du Connaught, qu’intervient la geste de Cúchulainn. Ces textes nous décrivent la civilisation préchrétienne de l’Âge du fer, altérée par le prisme de ses rédacteurs, qui étaient des clercs. Mais sous le vernis chrétien, on retrouve le substrat celtique et la confirmation des témoignages de leurs contemporains. On y voit une société guerrière, contrôlée par la classe sacerdotale des druides et des bardes. L’héroïsme du guerrier est mis en avant : le combat singulier sur des gués ou à bord de chars se termine par la mort de l’ennemi, dont on tranche la tête en guise de trophée. Ce rituel a pour but de montrer sa bravoure aux dieux, car seuls les héros peuvent avoir accès au sidh. 
Ce Cycle se compose d'environ quatre-vingts histoires, la principale étant le Táin Bó Cúailnge, ou Razzia des vaches de Cooley, dans laquelle la reine Medb envahit l’Ulster pour s’emparer du Brun de Cooley, un taureau qui manque à son cheptel pour être aussi riche que son époux. C’est là qu’intervient le héros Cúchulainn.
Des adaptations écossaises du cycle apparaissent dans le manuscrit de Glenmasan (XVe siècle). Les Ulaid, peuple principal du cycle, ont de forts liens avec l'Écosse gaélique, où Cúchulainn aurait appris les arts de la guerre.

## Cycle Fenian

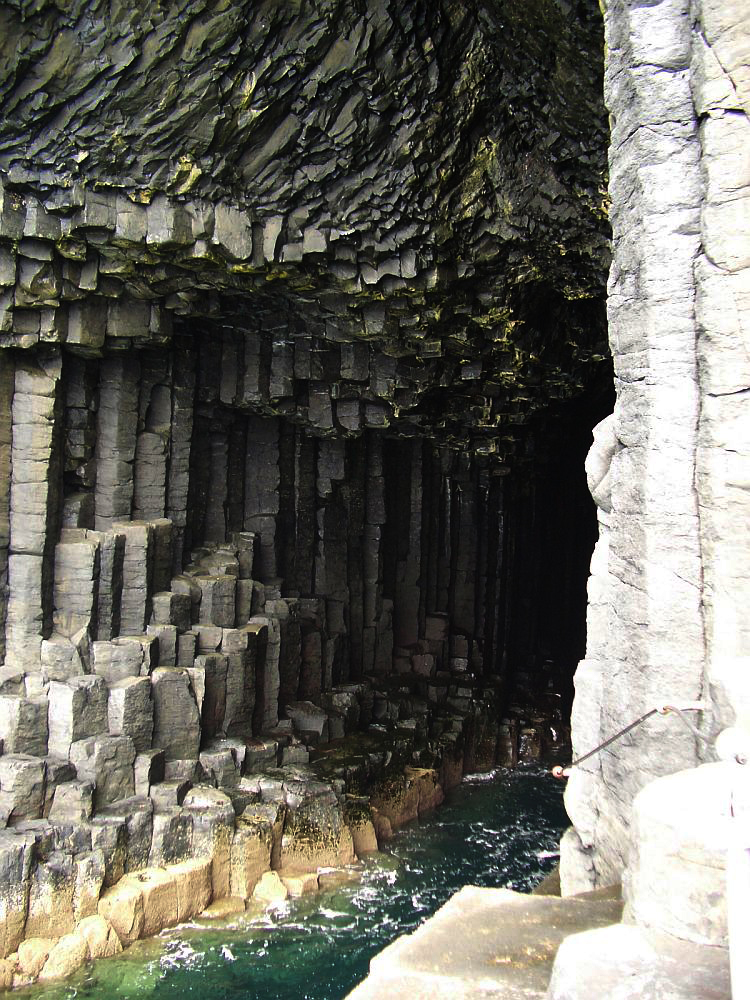
L'entrée de la Grotte de Fingal.

Les légendes du cycle Fenian entourant le personnage de Finn Mac Cumaill et ses compagnons, les Fianna, paraissent s'ancrer dans l'Irlande et l'Écosse gaéliques du IIIe siècle. Elles se distinguent des autres cycles de légendes celtiques par leur étroite association aux communautés gaélophones d'Écosse, et de nombreux textes sont spécifiques à ce pays.
La plupart du temps narrées en vers, ces histoires se rattachent davantage à la tradition romanesque qu'à la tradition épique.
Les sources principales sont irlandaises, qu'il s'agisse du Acallam na Senòrach, du livre de Lismore, et du manuscrit de Killiney, tous actuellement conservés en Irlande. Ce dernier manuscrit, datant du XIIe siècle, refléterait une longue tradition orale du cycle Fenian, de par son existence tardive. C'est cette même tradition orale qui aurait été traduite du gaélique en anglais par l'écrivain James Macpherson au XVIIIe siècle dans ses poésies ossianiques.
On attribue à Finn de nombreuses particularités géographiques. Selon la légende, afin de ne pas se mouiller les pieds, il aurait construit la Chaussée des Géants comme un escalier de pierre conduisant en Écosse. Il a également donné son nom à la grotte de Fingal, en Écosse, qui laisse voir le même basalte hexagonal caractéristique de la Chaussée des Géants.

## Créatures fantastiques

### Kalpiet
Le kelpie, aussi appelé « cheval ondin », est une créature équine et aquatique du folklore gaélique, qui vit en troupeaux près des étendues d'eaux. La description la plus fréquente semble être celle d'un humain bipède de la taille d'un étalon, possédant la tête, la crinière et les membres inférieurs d'un cheval, ou juste des sabots de cheval. Cependant, le Kelpie peut aussi avoir une apparence complètement humaine ou complètement chevaline, parfois avec la queue d'un poisson ou des nageoires. Les kelpies fabriqueraient les coquillages que l'on retrouve sur le sable des plages.
Au contraire de l'each uisge, les kelpies se nourriraient d'algues et non de chair humaine. Il est en outre possible de les apprivoiser, en leur passant un licol en écorce de bouleau qui ne devra être retiré que loin de toute étendue d'eau.

### Each uisge

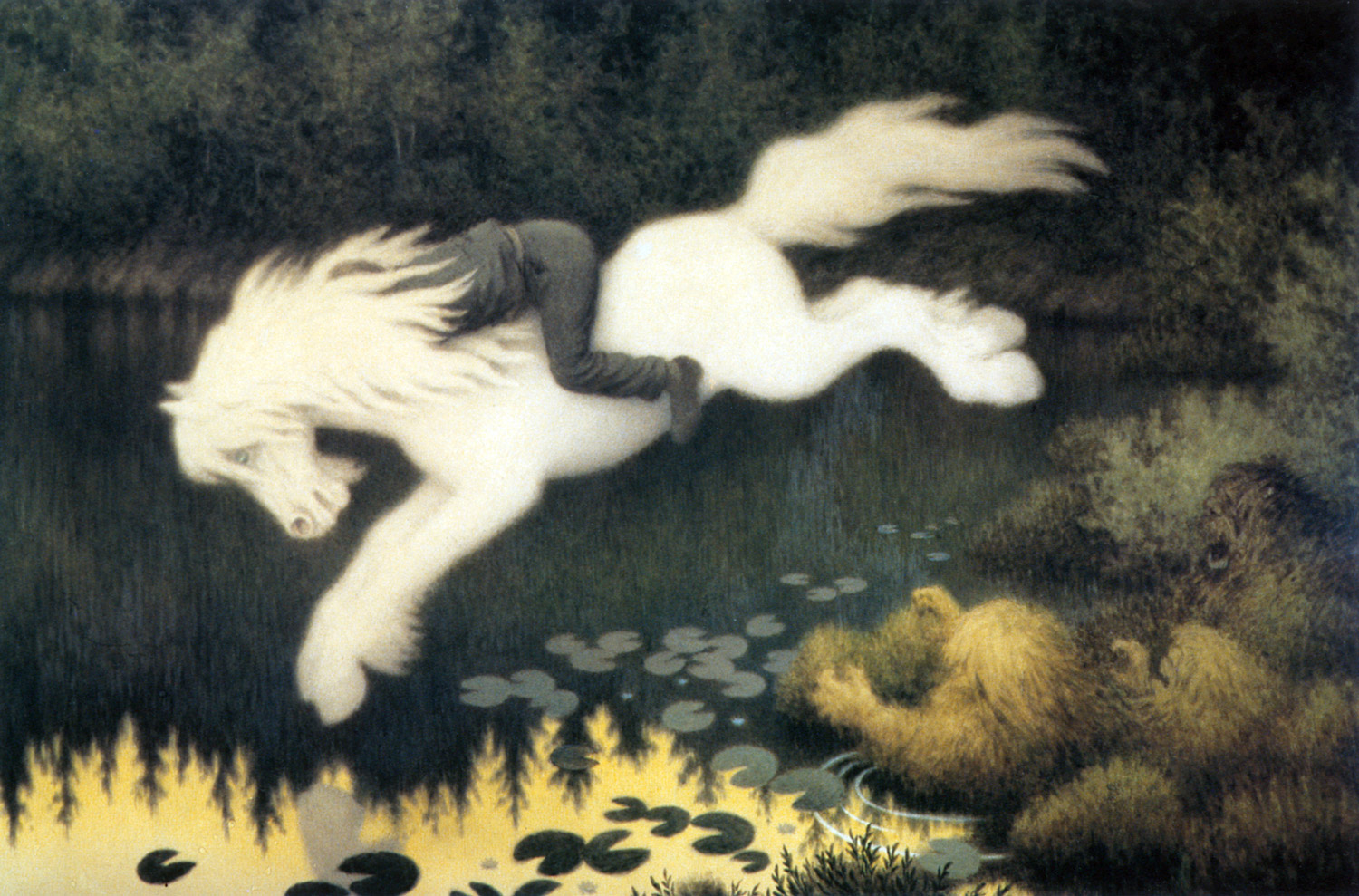
Garçon sur un cheval blanc, par Theodor Kittelsen.

L'each uisge (ɛχˈuʃcɪ, littéralement « cheval d'eau », en gaélique écossais) est un esprit maléfique écossais de la mer et des lochs. Il peut prendre l'apparence d'un cheval, d'un poney, ou d'un homme. Sous sa forme humaine, il est très élégant et courtise les jeunes femmes, qui ne peuvent le reconnaître qu'aux élodées présentes dans ses cheveux. Sous sa forme équine, généralement celle d'un très beau cheval noir ou blanc, l'each uisge leurre les humains afin de les inciter à monter sur son dos. Il emporte alors sa victime au fond de l'eau afin de la noyer, puis de la dévorer, laissant seulement le foie.
La seule manière de contraindre un each uisge à obéir — et par là même à le rendre inoffensif — est de lui voler sa bride, généralement noire. Mais le sort veut que quelqu'un, souvent l'enfant de celui qui a capturé le cheval, rende sans le vouloir cette bride à l'each uisge, entraînant une vengeance immédiate.

### Banshee
La banshee (Bean Sith en gaélique écossais) est un esprit féminin qui annoncerait la mort et serait un messager de l'au-delà. Le Sidh désignait un tertre donnant accès au royaume des morts chez les Celtes. La banshee peut prendre trois apparences, celle d'une jeune fille, d'une femme mûre, ou d'une vieille femme en haillons, faisant écho à la triple apparence de la déesse celte de la guerre et de la mort, Badhbh, Macha et Mòr-Riognain. Elle est généralement vêtue d'une cape grise à capuche ou d'un linceul, mais peut apparaître comme une lavandière. Elle lave alors les vêtements tachés de sang de la personne dont elle annonce la mort. Sous cette forme, elle est connue sous le nom de bean nighe (litt. lavandière).
Ses hurlements (appelés keening) annonceraient une mort prochaine. Les légendes concernant les banshees sont répandues dans l'ensemble des îles Britanniques et également en Bretagne.

### Brownie

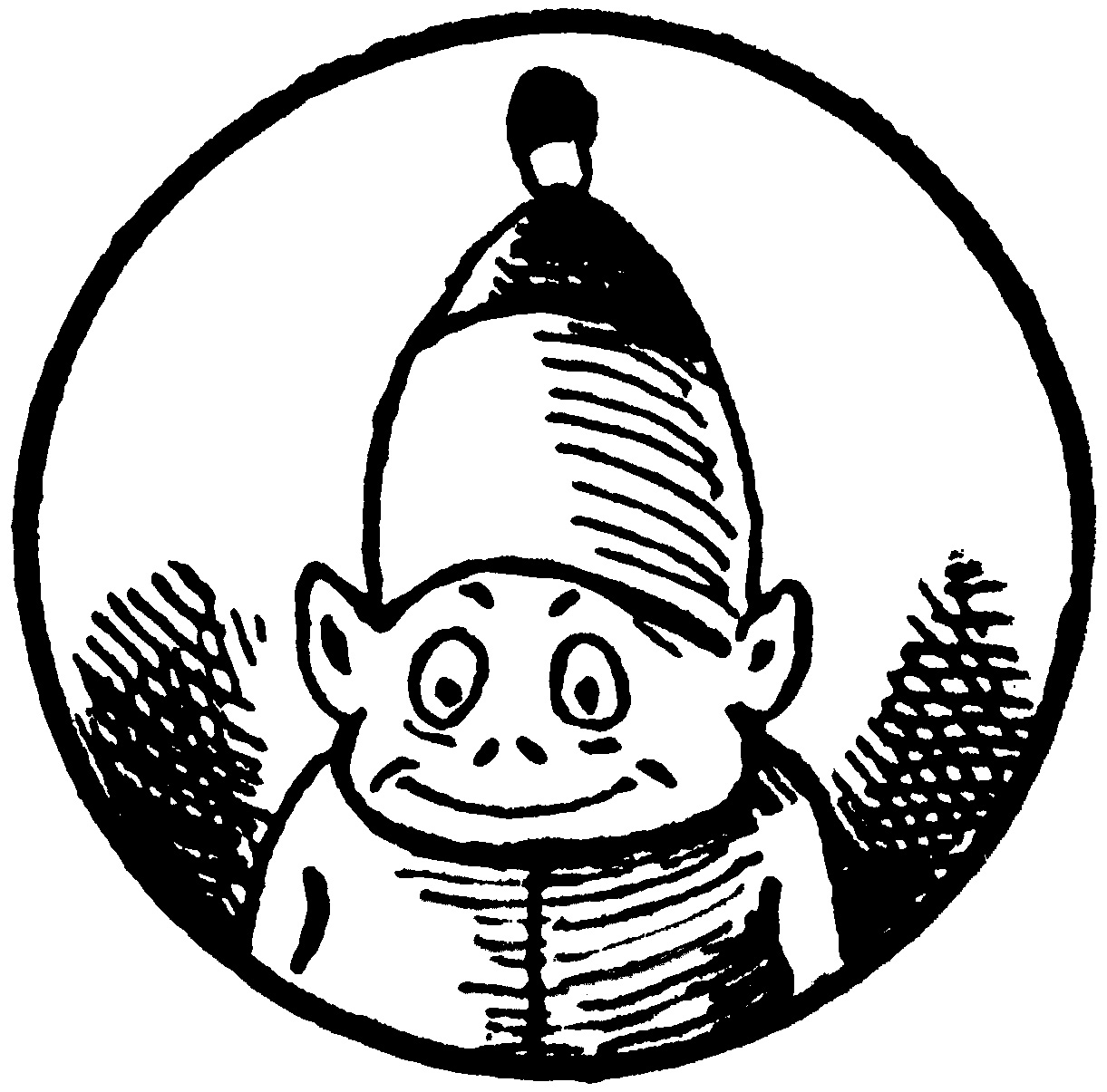
Un brownie vu par Palmer Cox.

Le brownie, aussi appelé urisk en scots ou brùnaidh, ùruisg ou encore gruagach en gaélique écossais, est un personnage du folklore écossais. Génie domestique sympathique et travailleur, il effectue les tâches ménagères de la famille chez qui il s'est installé en échange d'un repas, généralement de porridge ou de miel, ou de la liberté de se balancer sur un fer à cheval accroché à côté de la cheminée. Il apporte également la bonne fortune. Toutefois, les brownies n'aiment pas être vus, et travaillent donc uniquement la nuit. Ils n'abandonnent la maison que si les cadeaux qui leur sont faits sont considérés comme un salaire, ou si les propriétaires de la maison les exploitent. Dans ce dernier cas, ou également s'ils sont traités avec un manque de respect flagrant, les brownies familiers peuvent se transformer en nuisances domestiques.
Édouard Brasey décrit les brownies comme des singes hauts de nonante centimètres, dépourvus de nez, couverts de poils et dotés de grands yeux bleus. Il précise que ces créatures s'occupent également des enfants de la maison et que, pour distraire leurs maîtres, ils vont jusqu'à jouer au whist ou aux échecs avec ces derniers.
Les brownies ont été popularisés par l'auteur et illustrateur québécois Palmer Cox.